# Božetín (Nový Kostel)
Božetín (deutsch Fassattengrün) ist ein Ortsteil der Gemeinde Nový Kostel in Tschechien.

## Geografie
Er liegt zweieinhalb Kilometer nordwestlich von Nový Kostel linksseitig des Baches Lubinka. Zu Božetín gehört die Ansiedlung Oldřišská.

## Geschichte
Božetín (Nový Kostel) wurde wie viele Orte des Schönbacher Ländchens, die 1348 Rüdiger von Sparneck erwarb, vom Kloster Waldsassen gegründet. Der Ort gehörte ab der Mitte des 19. Jahrhunderts zum Gerichtsbezirk Wildstein bzw. Bezirk Eger.
Im Jahre 1930 hatte Fassattengrün mit dem Ortsteil Ullersgrün 370 Einwohner. 1939 zählte Fassattengrün 343 Einwohner. Zwischen 1938 und 1945 war die Gemeinde Teil des deutschen Landkreises Eger. Im Jahr 1960 erfolgte die Eingemeindung nach Nový Kostel.

### Einwohnerentwicklung
| Jahr | Einwohnerzahl |
| ---- | ------------- |
| 1869 | 205           |
| 1880 | 229           |
| 1890 | 211           |
| 1900 | 202           |
| 1910 | 207           |

| Jahr | Einwohnerzahl |
| ---- | ------------- |
| 1921 | 223           |
| 1930 | 196           |
| 1950 | 71            |
| 1961 | 58            |
| 1970 | 34            |

| Jahr | Einwohnerzahl |
| ---- | ------------- |
| 1980 | 31            |
| 1991 | 15            |
| 2001 | 13            |
| 2011 | 32            |